# Eleocharition acicularis
Ten artykuł należy dopracować:

przedstawiono sytuację tylko z polskiej perspektywy – artykuł powinien być przekrojowy.
Pomóż go poprawić. Na stronie dyskusji mogą znajdywać się pomocne komentarze.
Eleocharition acicularis — syntakson słodkowodnych helofitów w randze związku w Polsce budowany głównie przez ponikło igłowate. Należy do klasy zespołów roślinności zmiennowodnej Littorelletea uniflorae, choć znajduje się na jej pograniczu z klasą Isoëto–Nanojuncetea.

## Charakterystyka
Oligotroficzne i mezotroficzne zbiorowiska występujące nas płaskich, piaszczystych brzegach płytkich zbiorników (np. spuszczanych stawów hodowlanych), również rzek. Zarówno w strefie zanurzonej, jak i wynurzonej, przy czym zwykle w strefie zmiennego poziomu wód, gdzie okres całkowitego wynurzenia trwa co najmniej 3 miesiące w roku.
Charakterystyczna kombinacja gatunków
ChAll. : ponikło igłowate (Eleocharis acicularis).
ChCl. : sit drobny (Juncus bulbosus), brzeżyca jednokwiatowa (Littorella uniflora), elisma wodna (Luronium natans), wywłócznik skrętoległy (Myriophyllum alterniflorum), rdestnica podługowata (Potamogeton polygonifolius), jaskier leżący (Ranunculus reptans), jeżogłówka pokrewna (Sparganium angustifolium).
Występowanie
Zbiorowiska subatlantyckie. W Polsce odkryte na Mazowszu, ale zapewne więcej stanowisk występuje na zachodzie.
Podkategorie syntaksonomiczne
W obrębie syntaksonu w Polsce stwierdzono tylko jeden zespół roślinności:
- Eleocharitetum acicularis

## Zagrożenia i ochrona
Zespoły tego związku, wraz z zespołami podobnymi, są w systemie obszarów Natura 2000 chronione jako podtyp siedliska przyrodniczego nr 3130 (brzegi lub osuszane dna zbiorników wodnych ze zbiorowiskami z Littorelletea, Isoëto–Nanojuncetea) — 3130–1 (roślinność mezotroficznych zbiorników wodnych należąca do związków Lobelion, Hydrocotylo-Baldenion i Eleocharition acicularis).